# Leptotyphlops rufidorsus
Leptotyphlops rufidorsus este o specie de șerpi din genul Leptotyphlops, familia Leptotyphlopidae, descrisă de Taylor 1940. Conform Catalogue of Life specia Leptotyphlops rufidorsus nu are subspecii cunoscute.